# Édison Realpe
Édison Gabriel Realpe Solís (Esmeraldas, 13 de abril de 1996-Esmeraldas, 22 de diciembre de 2019) fue un futbolista ecuatoriano que jugaba de lateral derecho.

## Trayectoria

### Guayaquil City
Debutó en 2014 con el River Ecuador, que posteriormente fue rebautizado como Guayaquil City.

### Liga de Quito
El 31 de enero de 2018 se anunció su fichaje por la Liga de Quito.

## Fallecimiento
El 22 de diciembre de 2019, Realpe falleció a los 23 años tras sufrir un accidente de tránsito en la vía Esmeraldas en Ríoverde.

## Selección nacional

### Categorías inferiores
Fue convocado por la Selección Ecuatoriana sub-17 para disputar el Campeonato Sudamericano Sub-17 disputado en Argentina y por la Selección Ecuatoriana sub-20 para el Campeonato Sudamericano Sub-20 disputado en Uruguay.

#### Participaciones en Sudamericanos
| Campeonato                  | Sede      | Resultado    | Partidos | Goles |
| --------------------------- | --------- | ------------ | -------- | ----- |
| Sudamericano Sub-17 de 2013 | Argentina | Primera fase | 3        | 0     |
| Sudamericano Sub-20 de 2015 | Uruguay   | Primera fase | 2        | 0     |

## Clubes
| Club           | País    | Año         | PJ | Goles |
| -------------- | ------- | ----------- | -- | ----- |
| Guayaquil City | Ecuador | 2014 - 2017 | 92 | 0     |
| Liga de Quito  | Ecuador | 2018 - 2019 | 23 | 0     |

## Palmarés

### Campeonatos nacionales
| Título             | Club          | País    | Año     |
| ------------------ | ------------- | ------- | ------- |
| Serie A de Ecuador | Liga de Quito | Ecuador | 2018    |
| Copa Ecuador       | Liga de Quito | Ecuador | 2018-19 |